# Henry Moeller
Pour les articles homonymes, voir Moeller.
Henry Moeller est un critique littéraire et prêtre catholique belge.
Il fonda avec Henry Carton de Wiart et Pol Demade la revue Durendal.

## Éléments biographiques
Henry Moeller naît à Louvain le 17 juillet 1852. Il est le petit-fils du philosophe norvégien Nicolai Møller (no) ; son père, Jean Moeller, enseigne l’histoire à l’université de Louvain.
Il entame des études de Lettres à Louvain, mais les abandonne bientôt pour entrer brièvement dans les ordres. Il étudie ensuite la théologie à Louvain où Désiré-Joseph Mercier est son condisciple.
Il est ordonné prêtre en 1877. De tendance démocrate-chrétienne, il adhère au Cercle Léon XIII et collabore à la revue Le Drapeau. Il fonde en 1894, avec Henry Carton de Wiart et Pol Demade, la revue Durendal. Il y publie notamment, entre 1907 et 1910, sa correspondance avec Joris-Karl Huysmans. Il en sera le directeur jusqu’au déclenchement de la Première Guerre mondiale.
Il meurt le 17 septembre 1918.